# Messerschmitt Kabinenroller

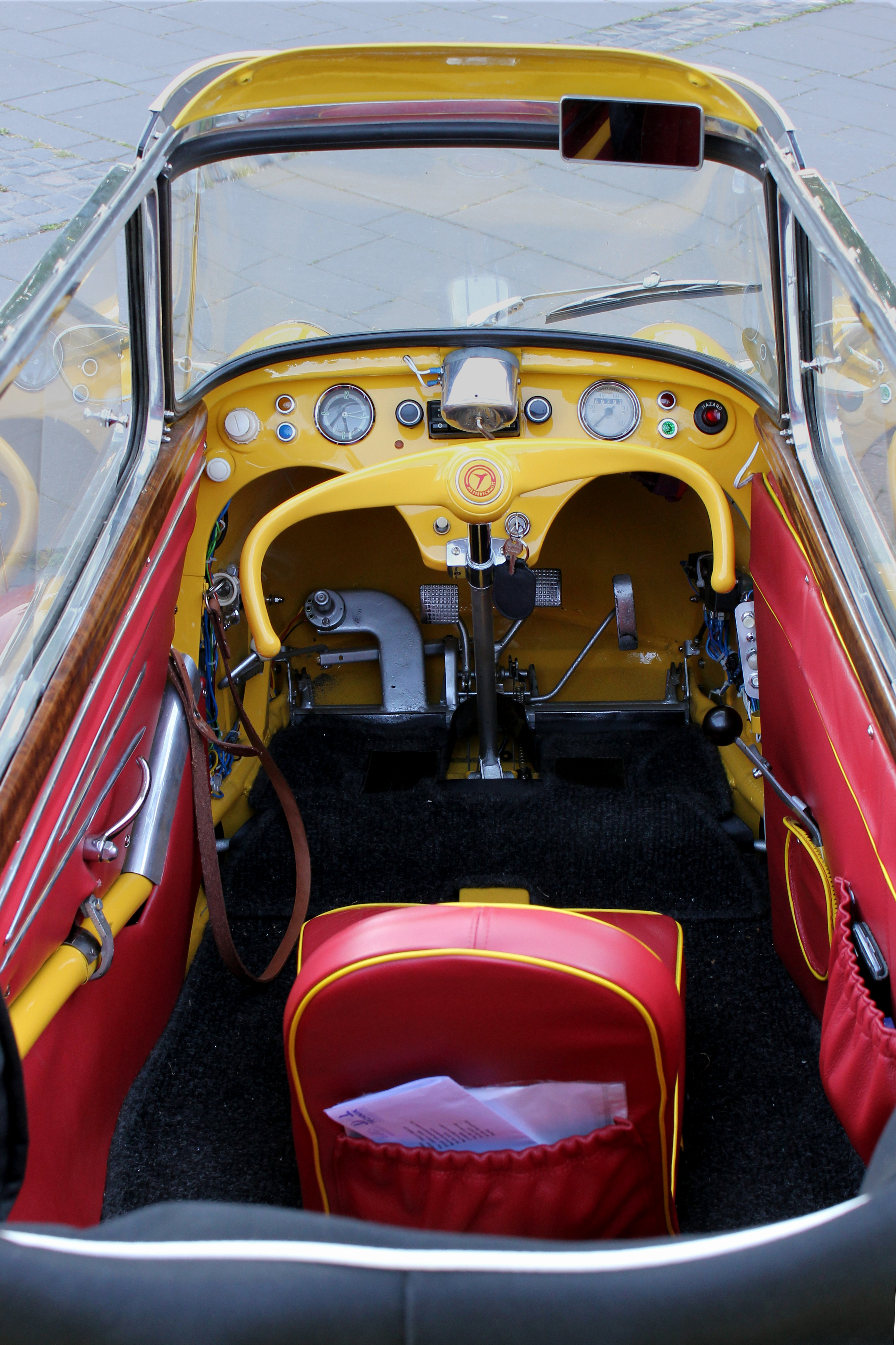
Interieur van een Messerschmitt KR 200. De grote ruitenwissermotor en de vrij geleide kabels zijn niet origineel.

De Messerschmitt Kabinenroller is een kleine tweepersoons dwergauto van Duitse afkomst. De auto werd tussen 1953 en 1956 geproduceerd door de Duitse fabrikant Messerschmitt en tussen 1956 en 1964 door Fahrzeug- und Maschinenbau GmbH. Het prototype werd in 1952 gemaakt door Willy Messerschmitt en Fritz Fend, een van zijn voormalige werknemers. De bijnaam van de auto luidde Schneewittchensarg, 'sneeuwwitje kist'.

## Geschiedenis
De Flitzer werd door Fend ontworpen als een eenzitter met drie wielen voor invaliden. De eerste auto's werden in 1948 ontworpen met de aandrijving gelijk aan die van een Vliegende Hollander met een fietshulpmotor. Tussen maart 1949 en maart 1950 werden er 98 stuks met een inhoud van 98 cm³ en 4,5 pk gebouwd. Deze modellen zouden later als het type Flitzer 100 bekend worden. Tussen maart 1950 en december 1951 werden 154 stuks gebouwd met een Riedel-motor met een inhoud van 98 cm³ en 4,5 pk. Deze voertuigen hadden een topsnelheid van 75 km/h. De eerste modellen werden gebouwd met fietswielen, deze werden aan de voorzijde vervangen door kruiwagenwielen. Voordat Fend de auto verkocht aan Messerschmitt werd hij geproduceerd door Fend automotive GmbH. Het hoofdkantoor bevond zich in München.

### Niet langer zelfstandig
Vanwege de grote vraag naar de auto waren er plannen om de productie met tien stuks uit te breiden. Dit was echter door onvoldoende financiën niet mogelijk. In 1952 werd Fend opgeheven en ging op in de vliegtuigfabriek Messerschmitt. Messerschmitt mocht geen vliegtuigen meer bouwen en stapte dus over op de kleine auto's. In 1953 werd het type KR 175 gepresenteerd op de Autosalon van Genève.

### Van Messerschmitt naar Fahrzeug- und Maschinenbau Regensburg
In verband met de vliegtuigorders van de staat moest Willy Messerschmitt medio 1956 de autobouw opzeggen. Dit terwijl hij kort tevoren nog had verklaard: "Ik ben altijd vastbesloten geweest om naast vliegtuigbouw ook auto's te ontwikkelen. De fabriek in Regensburg is exclusief opgezet voor de auto-industrie en dit zal alleen in de toekomst zo blijven. Vanaf 15 januari 1957 werd de Kabinenroller bij de nieuw gebouwde Fahrzeug- und Maschinenbau Regensburg GmbH (FMR) geproduceerd. Aandeelhouders van het bedrijf waren de ingenieur Fritz Fend en M. Fabrikant Valentin Knott.
Van 1957 tot 1961 werd er naast de KR 200 ook de vierwielige FMR TG 500 gebouwd.
Van de  KR 200 zijn vier varianten gemaakt: KR 200 met plexiglas kap, cabrio-limousine, roadster en sport. Tot 1964 werden er nog kleine hoeveelheden gebouwd. Er is ook een versie gemaakt met een trekhaak, deze kon dan als bezorgvoertuig dienstdoen.
In de uit 1979 stammende Duitse speelfilm Der Willi-Busch-Report van scenarist en regisseur Niklaus Schilling, speelde een KR 200 een essentiële rol. In de film raast een verslaggever naar gebeurtenissen bij de Duits-Duitse grens. Ook in het vervolg, Deutschfieber, speelde de auto weer een rol.

## Productie
De auto's werden gemaakt door de vliegtuigfabrikant Messerschmitt. Omdat Duitse fabrikanten na de Tweede Wereldoorlog geen vliegtuigen meer mochten maken gingen zij over op consumentenproducten. Hierbij koos Messerschmitt voor de productie van auto's voor twee personen. De auto's werden gebouwd van lichte materialen waarbij de veiligheid van de passagiers ondergeschikt was aan de kosten van de materialen.
De Kabinenroller werd in vier uitvoeringen gebouwd: de KR 175, KR 200, KR 201 en de Tiger. De Tiger was de enige vorm met vier wielen. De officiële aanduiding was Tg 500.
In 1955 werden er 12 000 exemplaren van de KR 200 verkocht.

## Achteruit
De KR 200 kon niet op eigen kracht achteruit rijden. Dat werd niet nodig gevonden, want de auto kan, net als een motorfiets, achteruit geduwd worden. Toch werd er een eenvoudige oplossing voor gevonden: een tweetaktmotor en een startmotor kunnen namelijk probleemloos achteruit lopen door de startmotor om te polen. De auto kon dus achteruit rijden nadat de motor gestart was met een omgepoolde startmotor.

## Vormgeving
De Kabinenroller is vrij smal met plaats voor twee inzittenden: de chauffeur voorin en daarachter de passagier. De chauffeur heeft meer ruimte, want de achterzijde is smaller. Direct achter de passagier bevindt zich de motor, die het achterwiel aandrijft. Om de motorkap omhoog te kunnen doen moet de enige deur van de auto geopend worden. Deze deur is tevens het dak en is gemaakt van plexiglas. Er was ook de optie om van de auto een cabrio te maken.  Het geheel gaat zijwaarts open. Het passagierscompartiment is vormgegeven als een cockpit. Op de motorkap kon een rek geplaatst worden zodat er een of meerdere koffers meegenomen konden worden, dit was de enige plaats voor bagage.
De Kabinenroller heeft geen rond stuurwiel, het stuur lijkt meer op een fietsstuur. Dit is lichter dan een gewoon stuur en neemt ook minder ruimte in beslag.
Aan de voorzijde bevinden zich twee wielen en aan de achterzijde een. Dit was tevens het wiel dat aangedreven werd. Alleen de Tiger had twee achterwielen.

### Technische gegevens
| Gegevens                   | KR 175              | KR 200              | KR 500                    |
| Motor                      | 1-cilinder-tweetakt | 1-cilinder-tweetakt | 2-cilinder-tweetakt       |
| Inhoud                     | 173 cm³             | 191 cm³             | 494 cm³                   |
| Vermogen (pk)              | 9                   | 10,2                |                           |
| Afmetingen L × B × H       | 2820×1220×1200 mm   | 2820×1220×1200 mm   | 3000×1270×1245 mm         |
| Wielbasis                  | 2030 mm             | 2030 mm             | 1885 mm                   |
| Gewicht, zonder bestuurder | 220 kg              | 240 kg              | 390 kg                    |
| Productietijd              | 1953 - 1955         | 1955 - 1964         | 1957 - 1961               |
| Aanschafprijs in 1955      | 2470,00 DM          | 2395,00 DM          | n.v.t. 3725,00 DM in 1961 |

## Trivia
- De Franse Inter175 lijkt sterk op de Kabinenroller.[3]
- In 2008 kwam het Franse bedrijf Lumeneo met een elektrische versie van de Messerschmitt Kabinenroller: de Smera.[4] Gelijk aan de Kabinenroller is het stuur vormgegeven als een vliegtuigstuur.

## Afbeeldingen

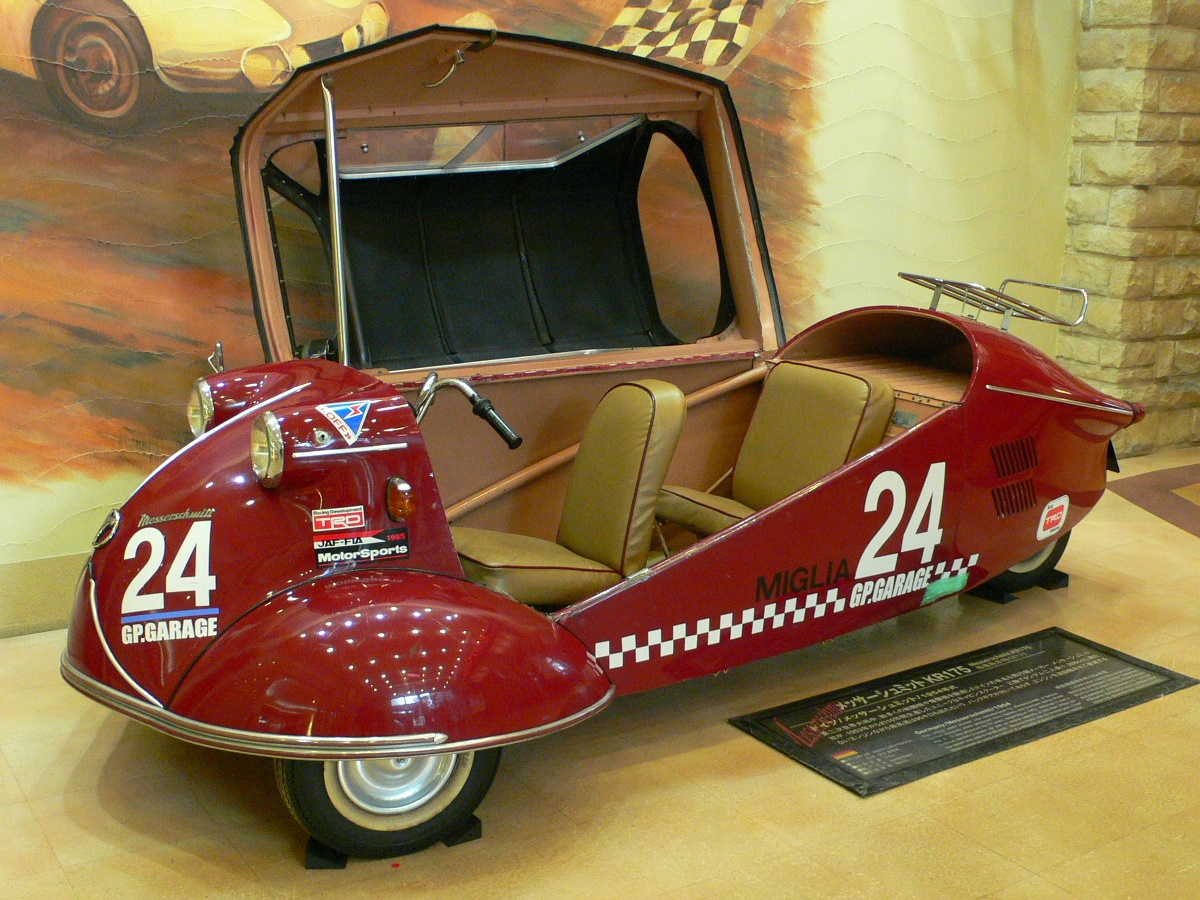
Messerschmitt KR175
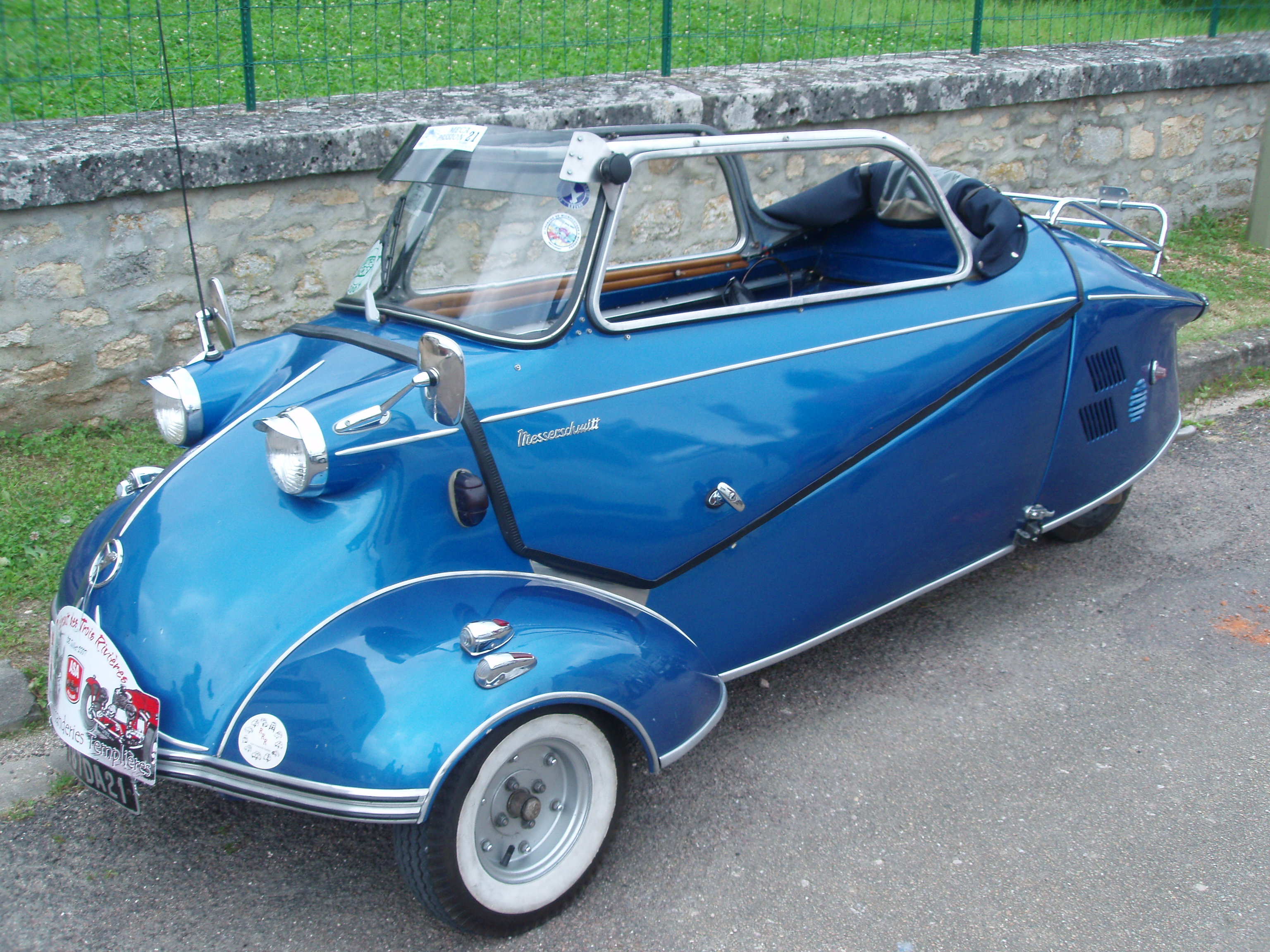
Messerschmitt KR200
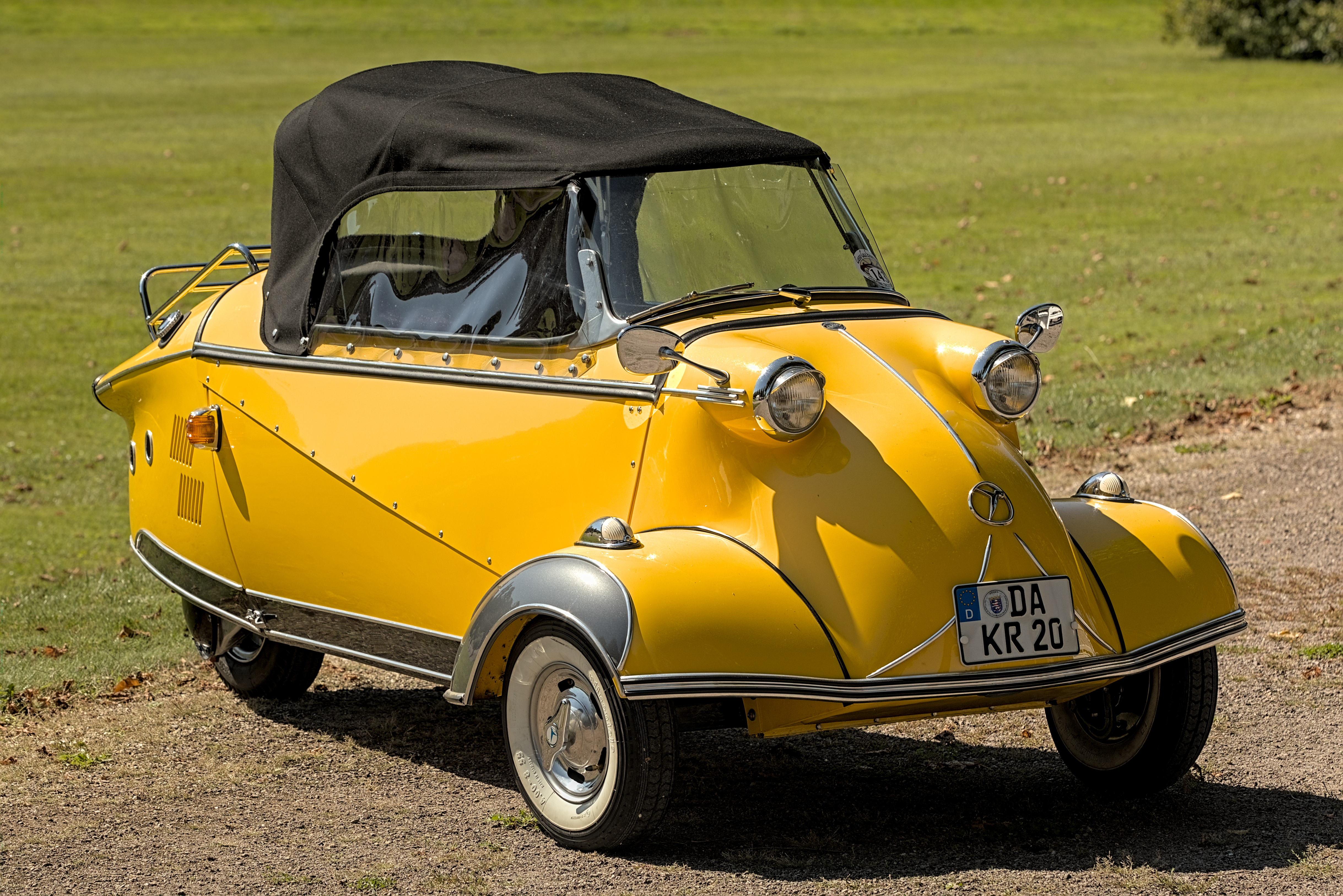
Messerschmitt KR201
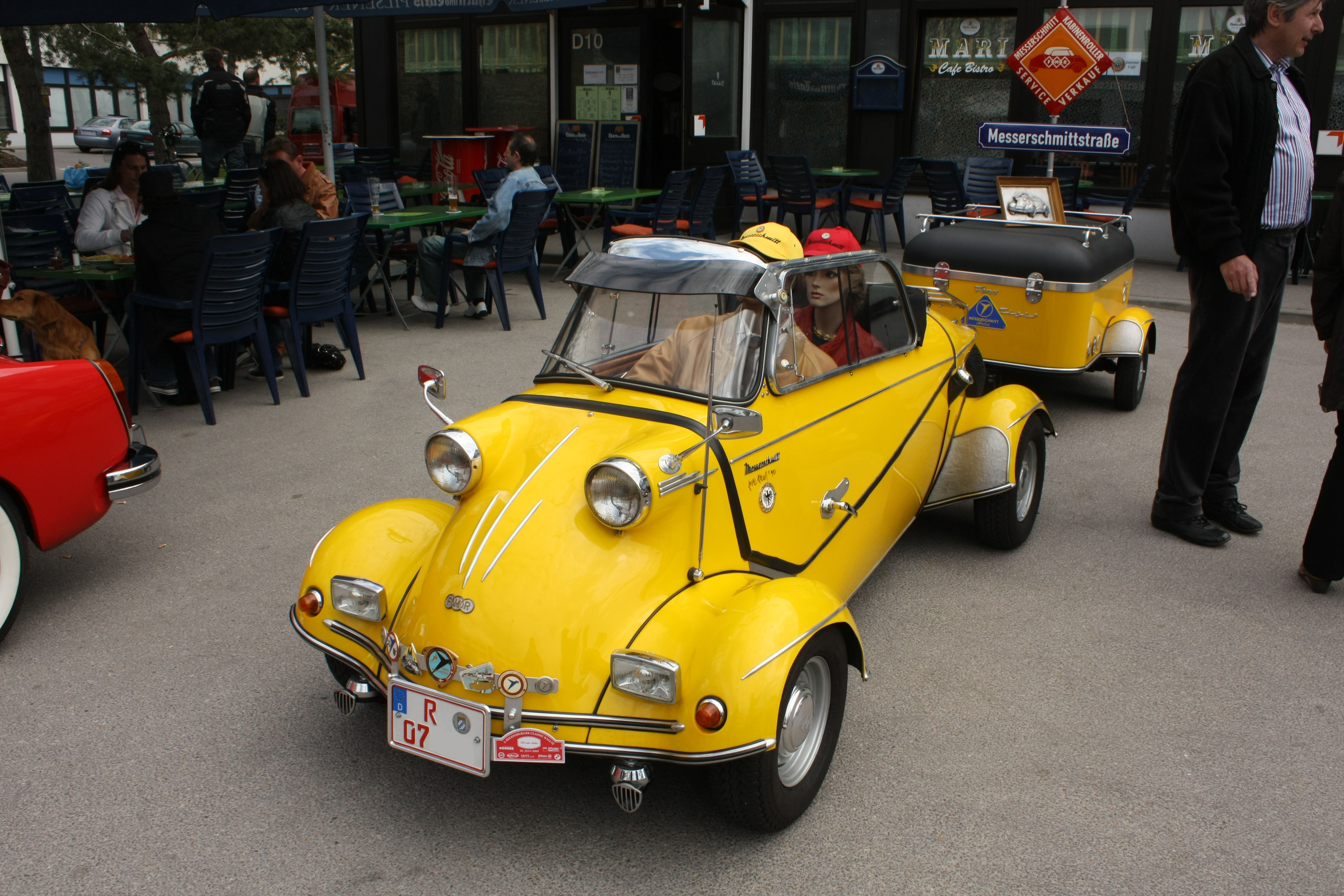
Messerschmitt Tiger
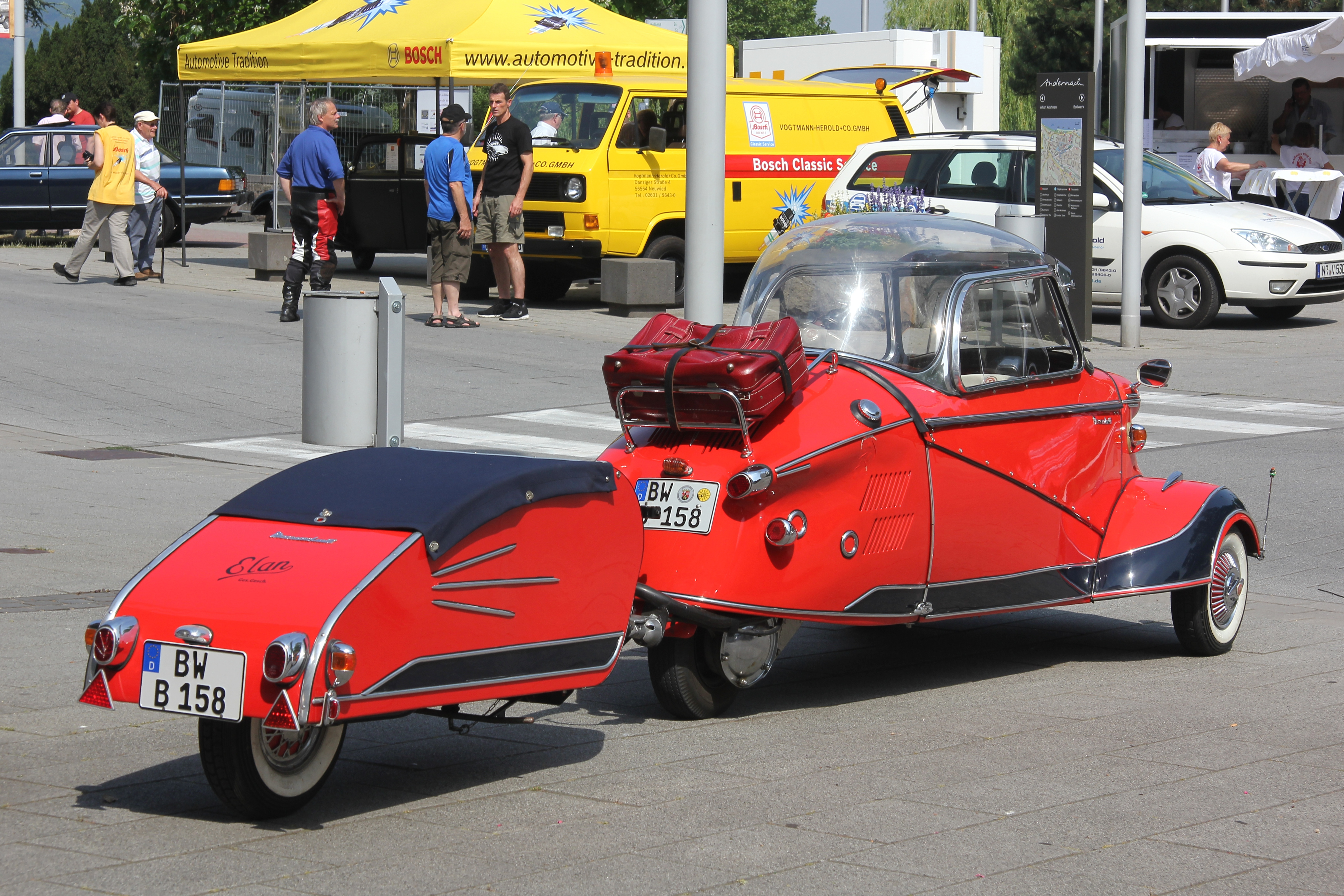
Messerschmitt KR 200 met “Elan“-aanhanger van Vögtle & Zeller